# Collines du Burundi
 (avril 2017).
Si vous disposez d'ouvrages ou d'articles de référence ou si vous connaissez des sites web de qualité traitant du thème abordé ici, merci de compléter l'article en donnant les références utiles à sa vérifiabilité et en les liant à la section « Notes et références ».
La colline  est au Burundi la division administrative de 3e niveau. En 2016, on en dénombrerait entre 2 000 et 3 000.

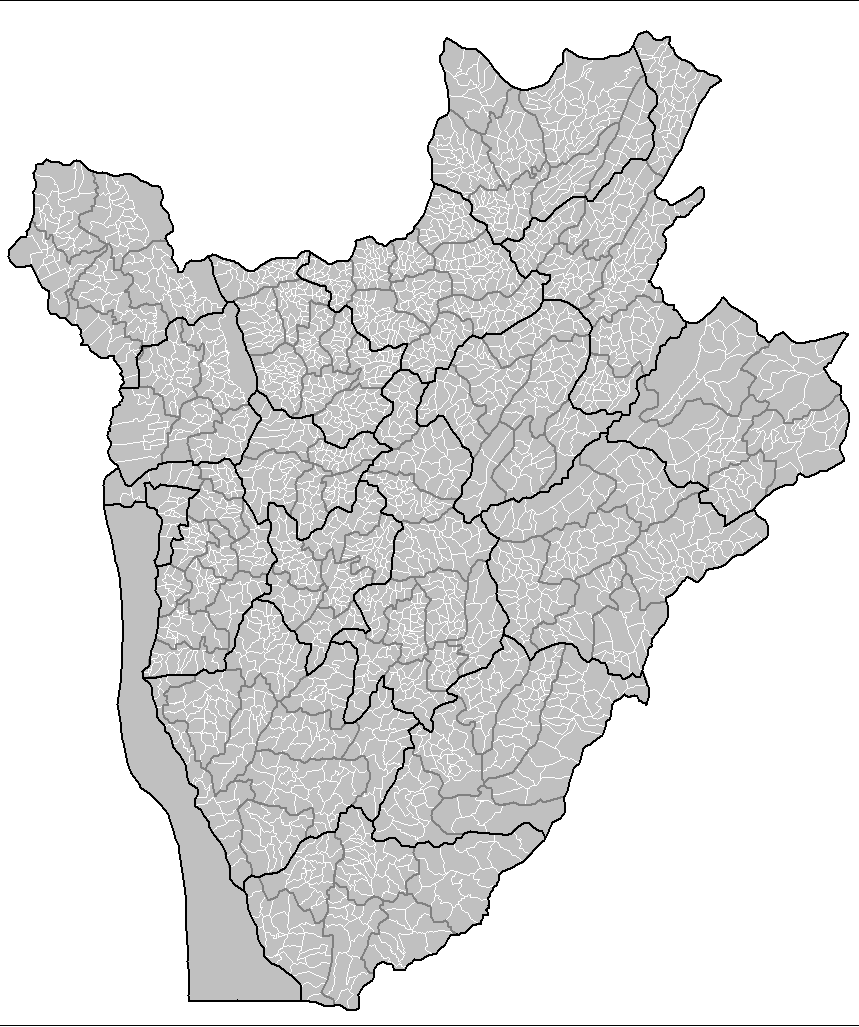
Collines du Burundi :
les tracés blancs représentent les contours des collines, les tracés gris ceux des communes et les tracés noirs ceux des provinces (manque la province de Rumonge).

## Présentation
Chaque commune du Burundi est incluse dans une province et contient un certain nombre de collines. Ce terme est directement issu du mot français « colline ».